# 贝丽特·奥恩利
贝丽特·奥恩利（挪威語：Berit Aunli，1956年6月9日—），挪威女子越野滑雪运动员。她曾代表挪威参加1976年、1980年和1984年冬季奥林匹克运动会越野滑雪比赛，共获得一枚金牌、一枚银牌和一枚铜牌。